# Marias Lied
Marias Lied (Du bist schön auch wenn du weinst) ist ein Lied aus dem 1986 im Berliner Grips-Theater uraufgeführten Musical Linie 1. Der Komponist Birger Heymann schrieb die Musik und den Text verfasste Volker Ludwig. Gesungen wurde das Lied in seiner ursprünglichen Musicalfassung wie auch in dem zwei Jahre später auf der Basis des Musicals gedrehten Film von der Schauspielerin Ilona Schulz; in den folgenden mehr als 30 Jahren, in denen das Stück gespielt wurde, wechselten die Darstellerinnen und damit die Sängerinnen mehrfach.

## Theatervorstellung und Veröffentlichung
Marias Lied (Du bist schön auch wenn du weinst) ist ein Lied, das in dem 1986 im Berliner Grips-Theater uraufgeführten Musical Linie 1 gesungen wurde. Die Sängerin und zugleich Darstellerin der Maria in dem Stück war die Schauspielerin Ilona Schulz, die das Lied im Berliner Dialekt unter Begleitung der Ensemble-Band No Ticket vortrug. Komponiert wurde Marias Lied ebenso wie die anderen Lieder des Musicals von Birger Heymann; der Text stammt von Volker Ludwig. Eine Schallplatte mit dem Musical wurde ebenfalls 1986 veröffentlicht und erschien bei dem Plattenlabel Polydor.
1988 wurde das Musical von Reinhard Hauff verfilmt, der auch das Drehbuch auf der Basis des Originalstücks schrieb. Ilona Schulz spielte auch in diesem Film die Rolle der Maria und sang entsprechend auch hier Marias Lied. Im selben Jahr erschien der Film-Soundtrack bei Polydor mit allen im Film gesungenen Titeln. Das Musical entwickelte sich in der Folge zum erfolgreichsten und meistgespielten deutschen Bühnenstück.

## Musik und Text
Bei Marias Lied handelt es sich um eine ruhige Ballade mit verhaltener Begleitung aus Piano, Gitarre, Percussion und Jazz-Saxophon, bei der die Darstellerin der traurigen und weinenden Sunny ihre Lebensgeschichte erzählt. Sunny war nach West-Berlin gekommen, um dort mit ihrem Traumprinzen, einem Rockstar, zusammenzukommen, und wird von diesem enttäuscht. Sie befindet sich in der U-Bahn-Linie 1 und wird von Maria im Berliner Slang angesprochen, die ihr ihre Traurigkeit ansieht und hofft, sie durch ihre Geschichte zu trösten:

„Hey du, hey du,

Hör mir ma, hör mir ma zu.

Ick will dir mal wat erzähln von mir.

Det hab ick noch nie jemacht, außer bei dir.

Vielleicht bringt et dir wat, ick kenn dir ja nich.

Ick seh' nur, wie traurig du bist …“

Im Gegensatz zu Sunny ist Maria hässlich und hatte in ihrem Leben noch nie Glück:

„Ick war schon immer so’n Warzenschwein.

Voll Pickel, zu schwitzig, zu fett und zu klein.

En Trampel, halb blind, verbiestert und baff.

Und ick hab ja och nich ma die Neunte jeschafft.

Mene Mutter die säuft, ihr größtet Unglück war ick.

Ick hasse die so wie die mich.“

Mit ihrer Mutter ist sie zerstritten, sie hat weder einen Freund noch ein Haustier und sieht auch keine Perspektive in ihrem Leben, ihre Zukunft ist „en ewiger, endloser Schacht, voll Glibber und Modder und schwarz wie die Nacht.“ Im Refrain stellt sie klar, dass Sunnys Traurigkeit vorbeigehen wird, denn sie ist „schön, auch wenn [sie] weint.“ Das Lied endet darin, dass sie feststellt:

„Wie gut, dass mir manchmal son Engel erscheint,

Wie du - und für mich weint.“

## Coverversionen
Marias Lied wurde im Jahr 2002 von den Beatsteaks unter dem Titel Hey du auf ihrer Wohnzimmer-EP gecovert. Sie spielten den Song 2008 zudem während der Aufnahmen für ihr Live-Album Kanonen auf Spatzen auf einem Konzert in St. Gallen.
2009 nutzte Sido die Grundmelodie und den Refrain des Liedes für sein ebenfalls als Hey du! erschienenes Lied auf dem Album Aggro Berlin, das auch als Single erschien. Das Lied wurde zu einem von Sidos größten Hits und stieg in den deutschen Single-Charts bis auf Platz 4 und blieb 16 Wochen in der Hitparade, auch in Österreich und in der Schweiz konnte es sich in den Hitparaden platzieren. Sido wurde für das Musikvideo zu dem Titel mit einem Echo ausgezeichnet und erhielt einen Comet für den besten Song des Jahres.
2010 spielte Sido das Lied zudem zusammen mit dem deutschen Satiriker Kurt Krömer im Rahmen seines MTV-Unplugged-Konzerts MTV Unplugged Live aus’m MV. Krömer und Sido führten Hey du! zudem im Rahmen von Krömers Programm Kröm de la Kröm live im Admiralspalast in Berlin auf, das im selben Jahr auf der gleichnamigen DVD veröffentlicht wurde.

## Belege
1. ↑  
Ensemble des Grips Theater Berlin und No Ticket – Linie 1 - Das Musical bei Discogs; abgerufen am 24. August 2021.
2. ↑  
Grips-Ensemble – Linie 1 - Film-Soundtrack bei Discogs; abgerufen am 24. August 2021.
3. ↑  
„Einsteigen bitte!“ In: Die Tageszeitung (taz), 29. April 2006
4. ↑  
Beatsteaks – Wohnzimmer-EP bei Discogs; abgerufen am 24. August 2021.
5. ↑  
Beatsteaks – Kanonen auf Spatzen bei Discogs; abgerufen am 24. August 2021.
6. 1 2  Chartquellen: DE AT CH
7. ↑  
Sido – Aggro Berlin bei Discogs; abgerufen am 24. August 2021.
8. ↑  
Sido – Live aus'm MV bei Discogs; abgerufen am 24. August 2021.
9. ↑  
Kurt Krömer – Kröm de la Kröm - Live aus dem Admiralspalast bei Discogs; abgerufen am 24. August 2021.